# ۳٬۳'،۵-تری‌یودوتریون‌آمین
۳،۳'،۵-تری‌یودوتریون‌آمین (به انگلیسی: 3,3',5-Triiodothyronamine) با فرمول شیمیایی C۱۴H۱۲I۳NO۲ یک ترکیب شیمیایی با شناسه پاب‌کم ۱۶۵۲۶۲ است. که جرم مولی آن ۶۰۶٫۹۶ g/mol می‌باشد. 